# Опел Астра
„Опел Астра“ (Opel Astra) е модел среден автомобил (компактен семеен, сегмент C) на немския производител „Опел“.
Докато „Опел“ е част от групата „Дженеръл Мотърс“ моделът е продаван в различни периоди и страни и под марките „Воксхол Астра“ (Vauxhall Astra), „Шевролет Астра“ (Chevrolet Astra), „Холдън Астра“ (Holden Astra), „Буик Ексел“ (Buick Excelle).
Петото поколение на модела, „Астра K“, става европейски „Автомобил на годината“ за 2016 година.

## История
Произвеждани са 5 основни модела Astra
- 1979 – 84 Vauxhall Astra Mk 1/Opel Kadett D/Chevrolet Kadett
- 1991 – 98 Opel Astra A/F/Opel Kadett (South Africa) F/Vauxhall Astra Mk 3/Holden Astra TR/Chevrolet Astra
- 1998 – Opel Astra B/G/Vauxhall Astra Mk 4/Holden Astra TS/Holden Astra Classic/Chevrolet Astra (Бразилия)/Chevrolet Viva (Русия)
- 2004 – Opel Astra C/H/Vauxhall Astra Mk 5/Holden Astra AH

### 1979
Името Astra идва от модел на Vauxhall от 1979 г., който е създаден в Германия година по-рано като Opel Kadett. Този модел заменя Vauxhall Viva във Великобритания заедно с Vauxhall Chevette. Въпреки това Chevette оставя автомобила на пазара няколко години след пускането на Vauxhall Nova. Astra е първия модел на Vauxhall с предно предаване.
В колата се слага двигател съвместна разработка на Vauxhall и Opel. Той има изцяло алуминиева глава, горноразположен вал и хидравлични повдигачи на клапите. Двигателя е голяма крачка напред в развитието на малките двигатели на Opel и Vauxhall, той е по-мощен, икономичен и надежден от предходните. Той се предлага като 1,3 l, 1,6 l и по-късно като 1,8 l, пълна инжекция, използван в Astra GTE, който е представен през 1983 г. Vauxhall вече има сериозен съперник на Volkswagen Golf и моделът се радва на много продажби. Старият 1,2 l двигател също се е предлагал.
Имало е три разновидности на първата генерация Vauxhall Astra – седан, хечбек и комби. Седанът изглеждал почти като хечбека, единствената разлика била в леко промененото задно стъкло.

## 1984
Astra Мк2 използва същите двигатели и трансмисии като Мк1, но новият модел има нов външен вид с по-добра аеродинамичност. Новият GTE използва двулитров двигател с инжекционната система е представен заедно с Мк2. В началото спортната версия е била снабдена с изцяло електронен тахометър, но публиката приема това като ненужно нещо и лош трик, целящ привличане на клиенти, затова бързо новите скоростомери биват сменени с традиционните. За Astra GTE също се създава на основата на двулитровия двигател агрегат със същата кубатура, но 2 разпределителни вала. Този двигател развива 156 к.с. Мк2 се радва на голямо търсене и се произвежда дълго време. Той се е предлагал като хечбек, седан, кабриолет и комби. Мк3 е същата като Мк2, но с друг дизайн.
Новата версия формира Daewoo Cielo, Racer, Nexia and LeMans.
Втората генерация на Vauxhall Astra се продава в Европа под името Opel Kadett и печели званието „Автомобил на годината“ за 1985 г. Конкуренти за титлата му са Ford Escort и Volkswagen Golf.

## Астра F (1991 – 1998)
Световното представяне на модела като Astra (според някои Astra А – това представлява просто Kadett F, но с нов надпис) е пуснат в производство през 1991 г. Предлаган е с 3 и 5 врати – хечбек, седан и комби, известно като Караван. Представен бива и кабриолет, дизайна на когото е дела на Bertone в Италия.
В Южна Африка името Kadett за хечбековете е задържано до 1999 г. Седан и комби моделите се предлагат под името Astra. Astra и Kadett печелят званието „Автомобил на Годината“ в Южна Африка едновременно през (1992 и1993), въпреки че са на практика идентични.
Този модел също започва да се предлага в Австралия под името Holden, отначало в Нова Зеландия през 1995 и тогава в Австралия през 1996. Holden Astra от 80-те години представлява Nissan Pulsar, но с друга емблема.

## Астра G (1998 – 2003)
Astra G е представена в Европа през 1997. Предлагала се е с 3 и 5 врати хечбек, комби и две специални версии Opel Astra Купе и Opel Astra Cabrio и двете по дизайн на Bertone. Най-голямата иновация е предлагането на версия, задвижвана с природен газ. Шасито на този автомобил полага основата на Opel Zafira.
На някои пазари като Нова Зеландия и Австралия произведените в Полша Astra G се внасят като Astra Clasic, за да конкурират корейските автомобили. Сега тази роля е заел Daewoo Lacetti, но с емблема и обявен като Holden Viva. Все още се представя като Chevrolet в Латинска Америка.

## Астра H (2004 – 2009)
General Motors Европа пуска Astra H в края на 2003. Промените включват уголемяване на размера, подсилването на двигателите и създаването на по-динамичен интериор. Поведението на пътя е значително подобрено, защото с всеки двигател се дават различни настройки на окачването. Задно с това започва да се предлага отделно с комбито и седана, спортен хечбек с 3 врати.
Спортната версия се предлага и с панорамни прозорци (нещо уникално в годините на пускане на модела).
Astra първа започва да предлага в Европа възможността за инсталиране на дигитално радио, както и системите CDC и AFL.
Март 2004 Vauxhall представя Astra Мк5 във Великобритания.
През 2005 по изложенията се представят версия на Astra с хибридно задвижване, по-точно електродвигател и дизелов двигател.
В края на 2005 комби и купе версиите вече могат да се купят.